# Liste von Persönlichkeiten der Stadt Plymouth
Die Liste von Persönlichkeiten der Stadt Plymouth zählt Personen auf, die in der englischen Stadt Plymouth in der Grafschaft Devon geboren wurden, sowie solche, die in Plymouth gewirkt haben, dabei jedoch andernorts geboren wurden. Die Liste erhebt keinen Anspruch auf Vollständigkeit.

## In Plymouth geborene Persönlichkeiten
Folgende Persönlichkeiten sind in Plymouth geboren. Die Auflistung erfolgt chronologisch nach Geburtsjahr.

### 16.–17. Jahrhundert

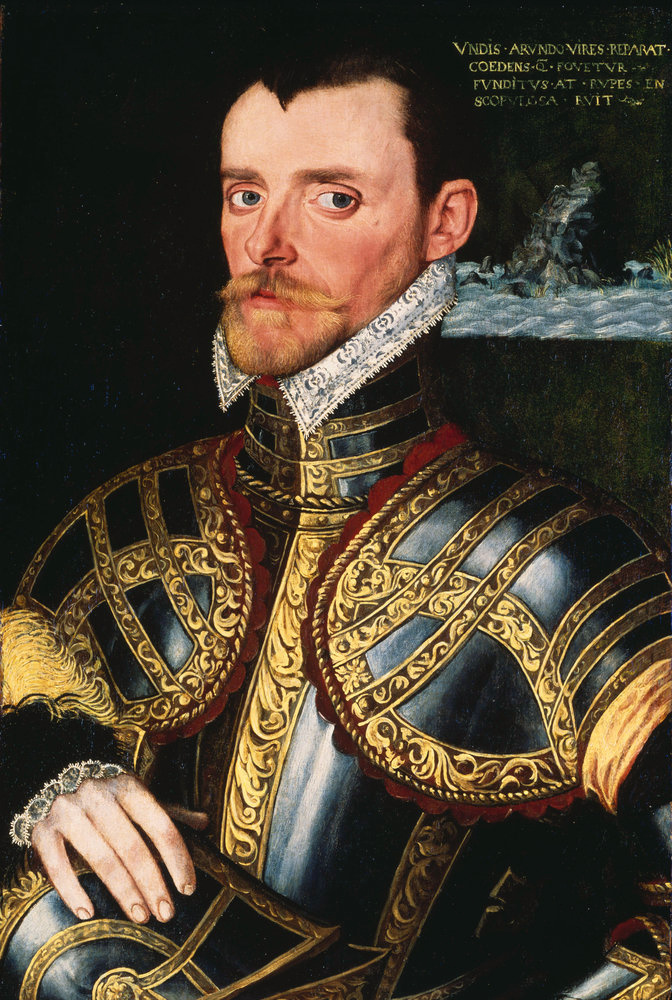
Richard Hawkins
(1560/1562–1622)

- John Hawkins (1532–1595), Seefahrer
- Thomas Doughty (1545–1578), Soldat und Entdecker
- Richard Hawkins (1560/1562–1622), Seefahrer
- Henry Every (1653 bis mind. 1696), Pirat

### 18. Jahrhundert

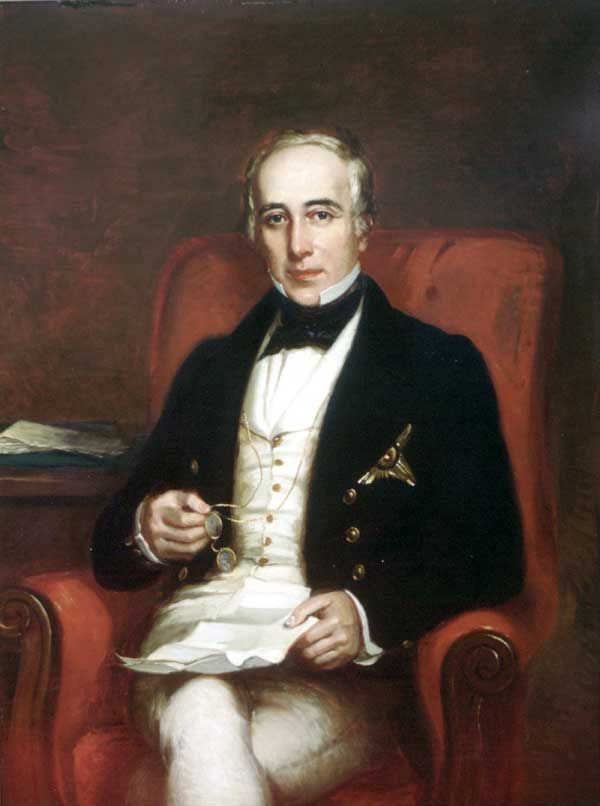
George Arthur
(1784–1854)

- Tobias Furneaux (1735–1781), Forschungsreisender
- Brook Watson, 1. Baronet (1735–1807), Kaufmann, Soldat und Lord Mayor of London
- Eliza Parsons (1739–1811), Schriftstellerin
- John Shortland (1739–1803), Marineoffizier und Entdecker
- James Northcote (1746–1831), Maler[1]
- William Bligh (1754–1817), Kommandant der HMS Bounty während der darauf stattfindenden Meuterei
- John Macarthur (* um 1767; † 1834), Soldat, Politiker und Unternehmer in New South Wales in Australien
- Benjamin Robert Haydon (1786–1846), Maler
- Samuel Prout (1783–1852), Maler, Zeichner und Lithograph
- George Arthur (1784–1854), Kolonialgouverneur
- Edmund Lockyer (1784–1860), Entdeckungsreisender in Australien
- William Elford Leach (1790–1836), Zoologe und Meeresbiologe
- Charles Lock Eastlake der Ältere (1793–1865), Maler

### 19. Jahrhundert

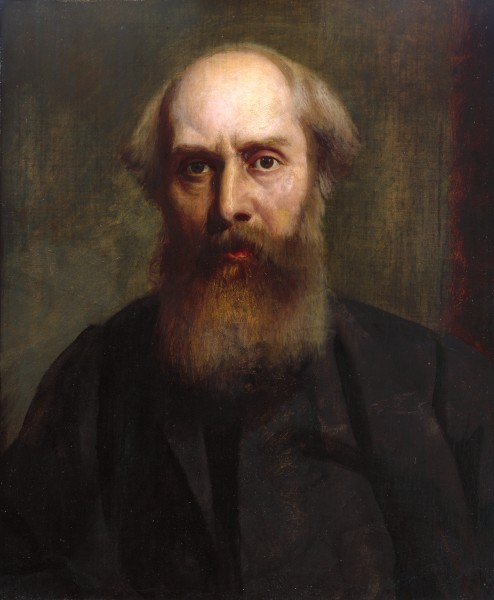
Salomon Alexander Hart
(1806–1881)

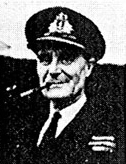
Frederic John Walker
(1896–1944)

- Robert Stephen Hawker (1803–1875), Pfarrer, Autor, Dichter, Komponist, Antiquitar
- George Bennett (1804–1893), Arzt und Naturforscher
- William Wyatt (1804–1886), Chirurg, Grundbesitzer, Beamter und Protector of Aborigines
- Salomon Alexander Hart (1806–1881), Maler
- Benjamin Wills Newton (1807–1899), evangelischer Theologe
- Isaac Burney Yeo (1835–1914), Mediziner
- Cora Pearl (1836–1886), Halbweltdame, Kurtisane in Frankreich
- Emily Cumming Harris (1837–1925), neuseeländische Malerin
- Edward Stanley Gibbons (1840–1913), Philatelist, der das nach ihm benannte Unternehmen Stanley Gibbons Ltd. gründete
- William Henry White (1845–1913), Ingenieur
- George William Foote (1850–1915), Schriftsteller und Vertreter des Säkularismus
- James Rendel Harris (1852–1941), Theologe
- George Griffith (1857–1906), Science-Fiction-Autor, Journalist, Entdecker und Weltreisender
- Hubert Hamilton (1861–1914), General der British Army
- Robert Falcon Scott (1868–1912), Polarforscher
- Desmond MacCarthy (1877–1952), Journalist, Literatur- und Theaterkritiker
- William Wood (1881–1940), kanadischer Marathonläufer britischer Herkunft
- John Collings Squire (1884–1958), Dichter, Schriftsteller und Historiker
- May Sutton (1886–1975), US-amerikanische Tennisspielerin
- Arthur E. Popham (1889–1970), Kunsthistoriker
- James Basevi (1890–1962), US-amerikanischer Szenenbildner und Filmtechniker
- Leslie Hore-Belisha, 1. Baron Hore-Belisha (1893–1957), Politiker (Nationale Liberale Partei), Verkehrsminister und Kriegsminister
- Joe Symonds (1894–1953), Boxer
- Ralph Alger Bagnold (1896–1990), Ingenieur
- Frederic John Walker (1896–1944), Offizier der Royal Navy, U-Boot-Jäger im Zweiten Weltkrieg
- Donald Winnicott (1896–1971), Kinderarzt; zählt zu den bedeutendsten Wegbereitern der Kinderpsychotherapie

### 20. Jahrhundert

#### 1901 bis 1950

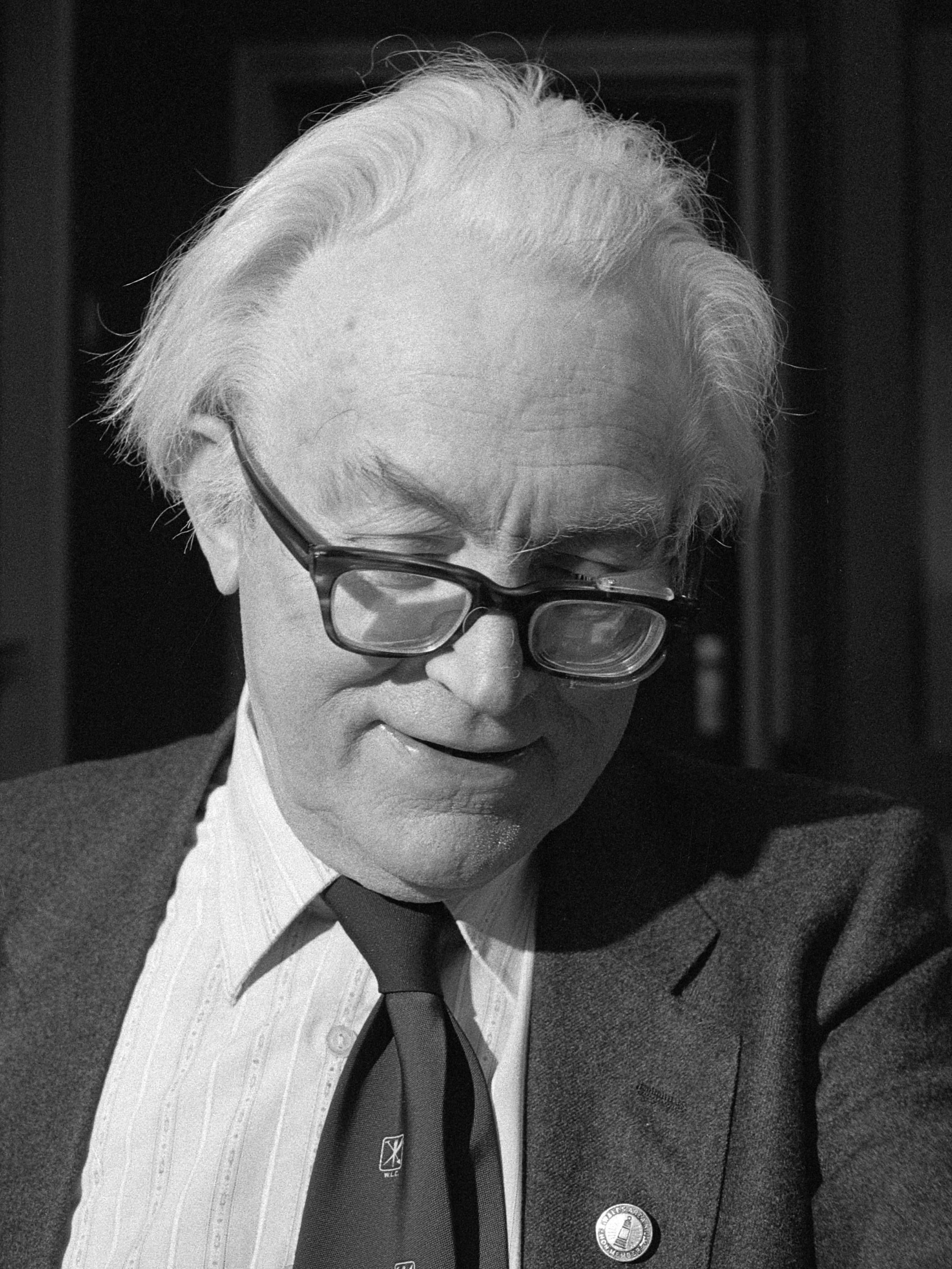
Michael Foot
(1913–2010)

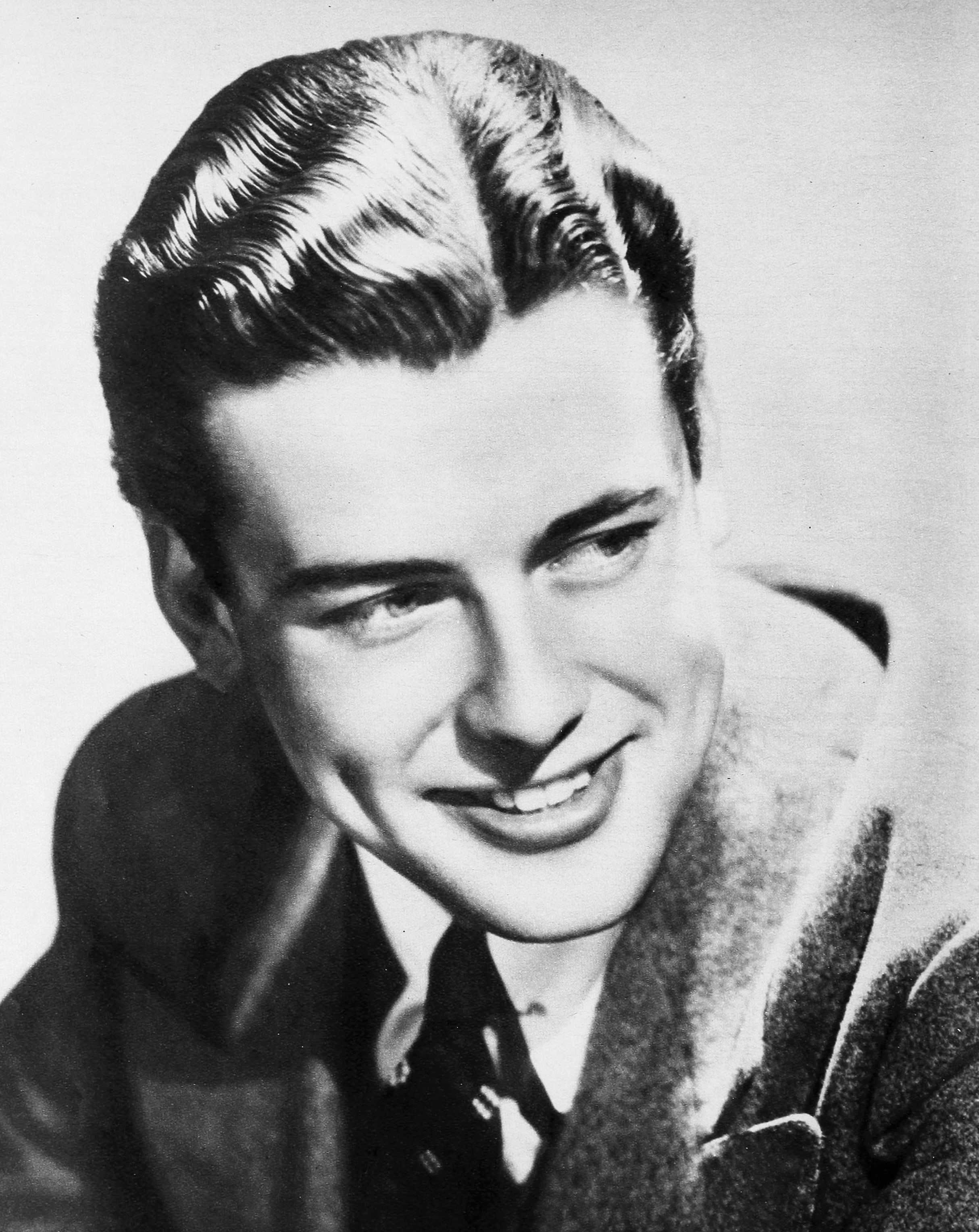
Richard Greene
(1918–1985)

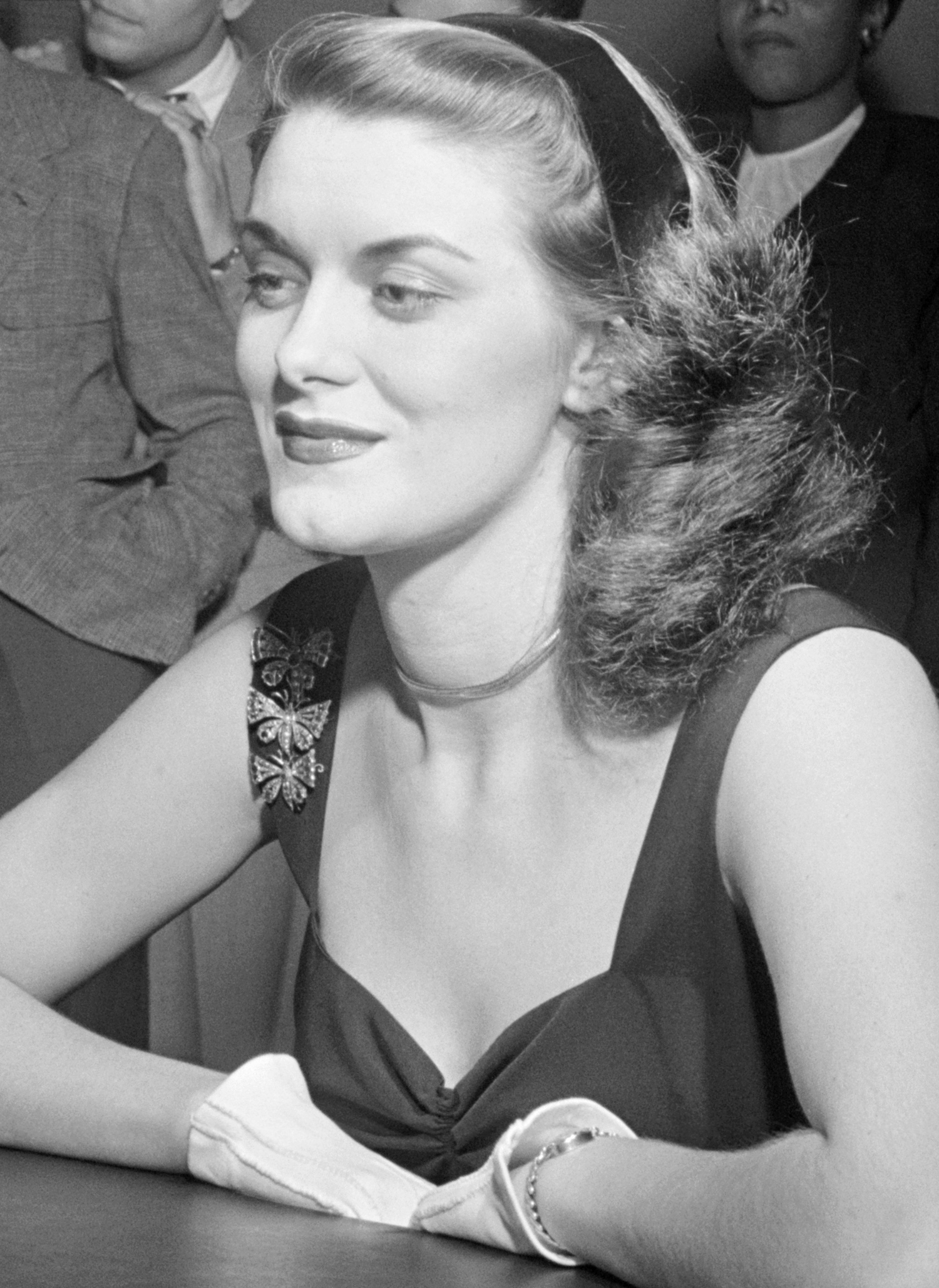
Beryl Davis
(1924–2011)

- Charles Coleman (1903–1974), Generalleutnant, Kommandant des britischen Sektors von Berlin
- Dingle Foot (1905–1978), Politiker (Labour Party)
- Hugh Foot (1907–1990), Kolonialbeamter und Diplomat
- Stanley Bate (1911–1959), Komponist
- Victor Canning (1911–1986), Schriftsteller
- Frith Banbury (1912–2008), Schauspieler und Regisseur
- Michael Foot (1913–2010), Politiker (Labour Party)
- Mary Fergusson (1914–1997), Bauingenieurin
- Thurstan Shaw (1914–2013), Afrikaarchäologe
- Richard Greene (1918–1985), Film- und Fernsehschauspieler
- Rowena Mary Bruce (1919–1999), Schachspielerin
- Bill Adams (1921–1997), Fußballspieler
- Donald Sinden (1923–2014), Schauspieler
- Beryl Davis (1924–2011), Sängerin
- Arthur Lavis (1924–1999), Kameramann
- Ron Goodwin (1925–2003), Komponist
- Don Rendell (1926–2015), Sopran- und Tenorsaxophonist, Klarinettist, Flötist und Arrangeur des Modern Jazz
- Barbara Jefford (1930–2020), Schauspielerin
- Donald Moffat (1930–2018), US-amerikanischer Schauspieler
- Richard Aylmer (1932–2023), britischer Skilangläufer
- Angela Mortimer (* 1932), Tennisspielerin
- Peter de la Billière (* 1934), General
- Michael Horgan (1934–2023), irischer Radrennfahrer
- Christopher Mayfield (* 1935), anglikanischer Theologe; von 1993 bis 2002 Bischof von Manchester in der Church of England
- Roy Pellett (1935–2019), Jazzmusiker
- Bob Downes (* 1937), Flötist und Komponist
- Adrienne Hill (1937–1997), Schauspielerin
- David Owen (* 1938), Mitbegründer der britischen Sozialdemokratischen Partei; Außenminister von 1977 bis 1979
- Stuart Randall, Baron Randall of St Budeaux (1938–2012), Politiker (Labour Party)
- Malcolm Le Grice (1940–2024), avantgardistischer Filmkünstler und Filmtheoretiker
- Rod Mason (1940–2017), Musiker des Oldtime Jazz
- Keith Rowe (* 1940), Gitarrist und Künstler
- Ann Noël (* 1944), deutsch-britische Künstlerin
- Angela Rippon (* 1944), Fernsehmoderatorin und Nachrichtensprecherin
- David Calder (* 1946), Schauspieler
- Zbigniew Nitecki (* 1946), US-amerikanischer Mathematiker
- David Rankin (* 1946), Maler
- Michael O’Brien (1948–2015), Historiker
- Dominic Walker (* 1948), anglikanischer Bischof
- Paul Seymour (* 1950), Mathematiker

#### 1951 bis 2000

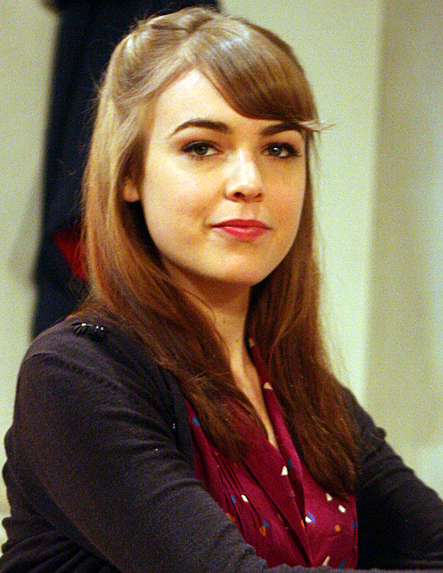
Emily Barclay
(* 1984)

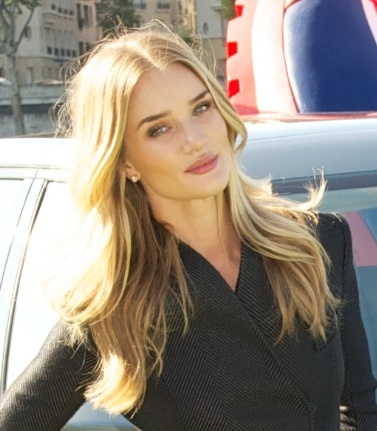
Rosie Huntington-Whiteley
(* 1987)

- Trevor Francis (1954–2023), Fußballspieler und -trainer
- Bob Chilcott (* 1955), Komponist, Arrangeur, Chorleiter und Sänger
- Andy Semmens (* 1958), Sänger und Schlagzeuger
- Douglas Hodge (* 1960), Film- und Theaterschauspieler, Regisseur und Musiker
- Sharron Davies (* 1962), Schwimmerin
- Judi Trott (* 1962), Schauspielerin
- Dominic Mahony (* 1964), Pentathlet
- Neil Shephard (* 1964), Wirtschaftswissenschaftler
- Edward Smyth-Osbourne (* 1964), Offizier der British Army
- Rebecca Lenkiewicz (* 1968), Dramatikerin und Drehbuchautorin
- Lewis Pugh (* 1969), Extremsportler
- Mark Hosking (* 1971), Künstler
- Jamie Lawson (* 1975), Singer-Songwriter
- Ant Anstead (* 1979), Fernsehmoderator
- Jon Ashton (* 1979), Fußballspieler
- Steve Adams (* 1980), Fußballspieler
- Emma Pierson (* 1981), Schauspielerin
- Daniel Wakeham (* 1981), Snowboarder
- Heather Fell (* 1983), Pentathletin
- Emily Barclay (* 1984), Schauspielerin
- Jemma Simpson (* 1984), Leichtathletin
- Jonathan Tiernan-Locke (* 1984), Radrennfahrer
- Robert Chudley (* 1985), Biathlet
- Tracy Ifeachor (* 1985), Schauspielerin
- Oliver Walker (* 1985), Schauspieler und Synchronsprecher
- Danny Taylor (* 1986), Eishockeytorwart
- Brooke Graddon (* 1987), Wasserspringerin
- Rosie Huntington-Whiteley (* 1987), Model und Schauspielerin
- Sarah Barrow (* 1988), Wasserspringerin
- Angel Flukes (* 1988), Sängerin, Reality-TV-Teilnehmerin und Model
- Tonia Couch (* 1989), Wasserspringerin
- Mecia Simson (* 1989), Schauspielerin[2]
- Corinna Lawrence (* 1990), Fechterin[3]
- Ben Tozer (* 1990), Fußballspieler
- Erin Kennedy (* 1992), Steuerfrau im Rudern
- James Musa (* 1992), neuseeländischer Fußballspieler[4]
- Freddy Carter (* 1993), Schauspieler
- Jacob Dawson (* 1993), Ruderer
- Lewis Peek (* 1993), Schauspieler
- Tom Daley (* 1994), Wasserspringer
- David King (* 1994), Hürdenläufer
- Chloe Brew (* 1995), Ruderin[5]
- Poppy Tank (* 1997), Langstreckenläuferin
- Florence Given (* 1998), Autorin, Illustratorin, Aktivistin für Frauenrechte und Influencerin

## Berühmte Einwohner von Plymouth
- Hugh Christopher Budd (1937–2023), römisch-katholischer Bischof von Plymouth (1985–2013)
- Rūta Meilutytė (* 1997), litauische Schwimmerin; trainierte mit einem Sportstipendium im Rahmen des Leander Swimming Programme am Plymouth College

## In Plymouth gestorbene Persönlichkeiten
- 1594: Martin Frobisher (* um 1535; † 1594), Seefahrer
- 1768: John Huxham (* um 1692; † 1768), Mediziner
- 1780: William Cookworthy (1705–1780), Apotheker, Chemiker und Erfinder
- 1814: William Howe, 5. Viscount Howe (1729–1814), General und Oberbefehlshaber der britischen Streitkräfte während des Amerikanischen Unabhängigkeitskrieges
- 1817: John Thomas Duckworth (* 1747 oder 1748; † 1817), Admiral
- 1835: Charles Mathews (1776–1835), Schauspieler
- 1859: Charles Hamilton Smith (1776–1859), Offizier, Zeichner und Naturforscher
- 1875: Samuel P. Tregelles (1813–1875), Bibelgelehrter, Textkritiker und Theologe
- 1902: William Vaughan (1814–1902), römisch-katholischer Bischof von Plymouth
- 1917: William Edgcumbe, 4. Earl of Mount Edgcumbe (1833–1917), Adliger, Höfling und Politiker
- 1930: Ernest Lewis (1867–1930), Tennisspieler
- 1942: Edgar Johnson Allen (1866–1942), Meeresbiologe und Zoologe
- 1948: John Chapman (1882–1948), Fußballspieler und -trainer
- 1967: Gipsy Daniels (1903–1967), Boxer
- 1972: Francis Chichester (1901–1972), Weltumsegler und Luftfahrer
- 1978: Henryk Zygalski (1908–1978), polnischer Mathematiker und Kryptoanalytiker
- 1991: Rennie Montague Bere (1907–1991), Bergsteiger, Naturforscher und Naturschützer
- 1995: Alec Brown (1908–1995), Snookerspieler
- 1998: Ray Bowden (1909–1998), Fußballspieler
- 2005: Alfred Shaughnessy (1916–2005), Autor und Filmschaffender
- 2006: Ambrose Campbell (1919–2006), Musiker
- 2008: Beryl Cook (1926–2008), Malerin
- 2019: Les Burns (1944–2019), Fußballspieler
- 2020: Shamseddin Badran (1929–2020), ägyptischer Politiker und Soldat